# Iglesia de Nuestra Señora del Monte Carmelo (Pekín)
La Iglesia de Nuestra Señora del Monte Carmelo (en chino: 圣母圣衣堂) Es una templo cristiano católico ubicada en el lado sur en el No. 130 de Xizhimen Neidajie en Pekín, China. Se le conoce comúnmente por parte de los habitantes locales como Xitang (西堂, la Iglesia Occidental).
La iglesia en Xizhimen fue la última de las cuatro iglesias católicas históricas en Pekín. La Iglesia del Oeste fue construida por primera vez en 1723 durante la dinastía Qing por el misionero Lazarista italiano Teodorico Pedrini, fue la primera iglesia no jesuita en Pekín.
Tras la muerte de Pedrini la iglesia fue dirigida por los carmelitas y luego por los agustinos, que estaban allí cuando fue destruida en 1811. La iglesia fue reconstruida en 1867. Después de una segunda destrucción en 1900, durante la rebelión de los boxers, fue construida de nuevo en 1912 con su aspecto actual.
Hay grafitis rojos escritos en la iglesia durante la época de la Revolución Cultural, que retuvo deliberadamente la iglesia por un tiempo.